# دانشگاه جان کابوت
دانشگاه جان کابوت (JCU) یک دانشگاه خصوصی به سبک آمریکایی در رم، ایتالیا است. این دانشگاه در سال ۱۹۷۲ تأسیس شد و مدارک تحصیلی کارشناسی، کارشناسی ارشد و برنامه‌های تحصیل در خارج از کشور را به دانشجویان انگلیسی زبان ارائه می‌دهد. این دانشگاه هر ساله بیش از ۷۰۰ دانشجوی جویای مدرک و بیش از ۱۰۰۰ دانشجوی بازدید کننده از ۸۰ ملیت مختلف را میزبانی می‌کند. این دانشگاه متشکل از سه پردیس و دو سالن اقامت است که در مرکز شهر تراسته‌وره قرار دارد. زبان آموزش دانشگاه جان کابوت انگلیسی است.
این دانشگاه در سال ۱۹۷۲ تأسیس شد و در ابتدا زیر نظر یک مؤسسه مذهبی به نام دانشگاه پرو دیو قرار داشت. این دانشگاه به افتخار کاوشگر ایتالیایی قرن پانزدهم، جیووانی کابوتو، که با نام جان کابوت نیز شناخته می‌شود، نامگذاری شده‌است.